# Tia Blake
Tia Blake (seudónimo de Christiana Elizabeth Wallman, Columbus, Georgia, 1952 - Pinehurst, 17 de junio de 2015) fue una escritora y cantante estadounidense. 

## Biografía
Wallman nació en Columbus, Georgia, en 1952, y creció en Carolina del Norte. En 1970 trabajó para Farrar, Straus and Giroux en Nueva York durante seis meses, antes de trasladarse a París (Francia). En París grabó un álbum de música folk en el Ossian Studio (1971), que fue publicado en febrero de 1972 por la Société Française de Productions Phonographiques (SFPP) con el título Folk Songs and Ballads: Tia Blake and Her Folk-group.
En 1976 Wallman grabó una serie de canciones originales en el Canadian Broadcasting Company studio de Montreal, donde entonces residía.
En 1979 trabajó con Daniel Lavoie como vocalista para el álbum Nirvana Bleu.  
Wallman se graduó por el Smith College en 1989 y ejerció como escritora y editora por su cuenta (freelance) centrada en Carolina del Norte. Publicó dos artículos en la revista literaria Granta, la segunda aparecida póstumamente. Falleció en Pinehurst, Carolina del Norte, el 17 de junio de 2015.

## Obra

### Discografía
- Folk Songs and Ballads: Tia Blake and Her Folk-group (LP), SFPP, París, 1972
  - reissued by Water Music, California, in 2012, together with Paris demos (1973) and CBC Montreal recordings (1976)
- Tia Blake, Paris and Montreal Demos 1973-1976 (EP), Yep Roc Records, 2018.[4]